# Абрамов Геннадій Михайлович (письменник)
Генна́дій Миха́йлович Абра́мов (30 вересня 1940 року, Москва, СРСР — 26 жовтня 2011 року, там же, Росія) — радянський і російський прозаїк.

## Біографія
Народився 30 вересня 1940 року у Москві. Був евакуйований, після повернення до Москви вступив до школи.
1958 року вступив до Московського хіміко-технологічного інституту імені Д. І. Менделєєва, який закінчив у 1964 році.
З 1963 по 1973 рік працював на посаді інженера хіміка-технолога в проєктному інституті. У цей час захопився літературою і став складати оповідання.
З 1973 по 1975 рік займався продажем книг у Московському метрополітені. У цей час почав друкуватися в газетах і журналах.
1975 року закінчив літературну студію при МДК ВЛКСМ та Московській письменницькій організації.
З 1975 по 1990-і роки працював на посаді наукового консультанта в журналі «Сільська молодь» (рос. Сельская молодёжь).
З 1982 року член Спілки письменників СРСР. Лауреат премії Вільний стрілець.
Помер 26 жовтня 2011 року у Москві.
Дружина — Олена Володимирівна Добужинська, яка присвятила пам'яті чоловіка свою книгу «Мої дорогі хлопчики» (рос. Мои дорогие мальчики).

## Творчість
1979 року видано першу книжку оповідань «Теплом зодягнути», слідом за нею другу — «Ненавмисний клопіт» (обидві у видавництві «Молода гвардія»). Потім видано книжки «День до вечора» (Радянський письменник), роман «Пташеня» (Молода гвардія), «Безбожники» (Московський робітник).
- Теплом одеть: рассказы. — М.: Молодая гвардия, 1979. — 222 с.
- День до вечера: рассказы и повести. — М.: Советский писатель, 1983. — 294 с.
- Нечаянные хлопоты: Рассказы / Послесл. С. Чупринина. — М.: Молодая гвардия, 1983. — 174 с.
- Птенец: Быль с понарошками (Озорной роман) / Худож. Е. Флёрова. — М. : Молодая гвардия, 1990. — 279 с.
- Безбожники: Рассказы / Худож. Е. Королькова. — М.: Московский рабочий, 1990. — 300 с.

## Критика
Вже на першу публікацію письменника з'явився відгук:
Геннадій Абрамов належить до того покоління молодих людей, дитинство яких впало на повоєнні роки. За родом своєї діяльності йому доводилося багато їздити країною. Пише Геннадій Абрамов переважно у короткій формі, у жанрі оповідання. Його розповіді властиві знання життя, нестандартність тем, ситуацій, своєрідна мова.— Микола Воронов, письменник, очолював Раду із прози молодих при московському відділенні Спілки письменників СРСР - з передмови до оповідання Г. Абрамова «Помічниця», 1976
Першу збірку оповідань «Теплом зодягнути», що вийшла у видавництві «Молода гвардія» 1979 року, високо оцінив Л. Жуховицький:
«Теплом зодягнути» — книжка нерівна, та інакше навряд чи бути могло: адже, поки вона писалася, автор зростав. Є оповідання сильні та проникливі, такі, як «Троянди», «Борг», «Побачення». Є і слабше — наприклад, «Помічниця» або «В ім'я мистецтва». Але речей порожніх, ремісничих, написаних для збільшення листяжу, немає взагалі — за кожною стоїть особиста необхідність. Це дає мені право повторити, що Геннадій Абрамов — нове ім'я у літературі. Саме в літературі, а не лише у книжковому потоці.— Леонід Жуховицький, журнал «Юність», 1980 рік
Я з ним не те щоб товаришував, але ми зналися протягом трьох десятиліть, і можу підтвердити: людина була і розумна, і тонка, і чуйна, і енциклопедично освічена, і незмінно доброчинний. Чудовий, якщо вже одним словом. З найкращих. І ось це, боюся, завадило йому, як має затвердити своє ім'я в літературі.— Сергій Чупринін, головний редактор журналу «Знамя», письменник, літературознавець, 2018 рік